# Superlongevidade
O segredo da superlongevidade tão sonhada pelo homem, de acordo com os avanços científicos biológicos sobre células tronco e clonagem, poderá estar nas estruturas terminais dos cromossomos denominadas "telômeros", que são responsáveis pela réplica de cada célula do nosso organismo. Essas estruturas, se repostas ou aumentadas em número, prolongarão o envelhecimento humano a partir da regeneração celular igualmente prolongada[carece de fontes?].
Meios científicos seguros que possam alterar essas estruturas poderão levar o homem a atingir mais de cento e cinquenta anos, estando ainda jovem aos setenta[carece de fontes?].
A ciência encontrou o esconderijo onde reside o prologamento da vida, a meta agora, é descobrir como manipulá-lo adequadamente.
A descoberta é de real importância para o fator clonagem, à medida que levou os cientistas a estabelecerem um estreito vínculo entre tempo e telômero, o que tornará a clonagem eficiente ou não. Mas antes que o homem possa viver para sempre é preciso que ele aprenda até onde pode viver.